# Syndrome du harnais
Pour les articles homonymes, voir Syndrome (homonymie) et harnais (homonymie).

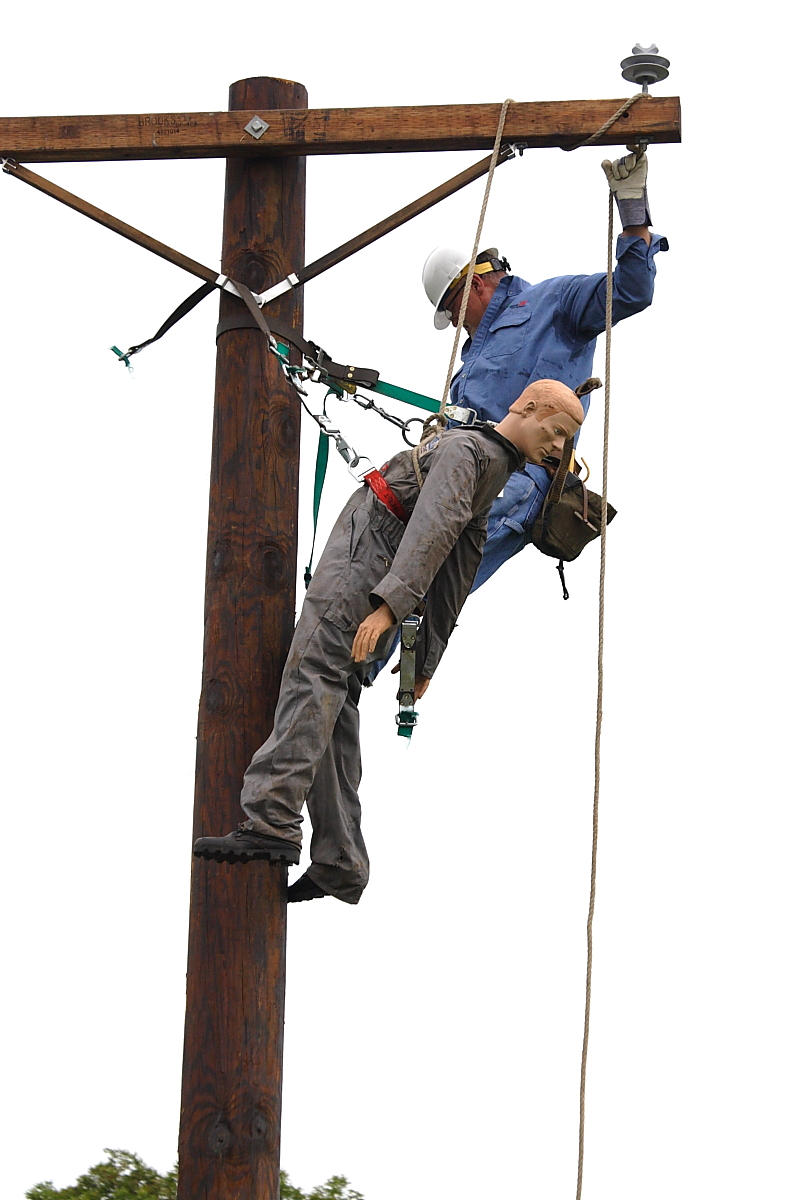
Exercice de sauvetage d'une victime suspendue dans un harnais, par des techniques de désuspension.

Le syndrome du harnais (SDH) ou syndrome de suspension est un dérèglement physiologique touchant toutes personnes suspendues dans un harnais ou baudrier de manière prolongée, avec les membres inférieurs immobiles. 
Pouvant apparaitre dès quelques minutes d'immobilité, le syndrome du harnais conduit à un malaise, une perte de connaissance puis à la mort (arrêt cardiaque).
En raison de ce syndrome, l'état inconscient d'une personne suspendue dans un harnais est une urgence médicale nécessitant que la personne soit décrochée au plus vite,.
Étudiées à partir des années 1970, les causes du syndrome du harnais sont multiples et encore mal connues des scientifiques. Les victimes de ce syndrome proviennent des utilisateurs de baudriers pour des raisons professionnelles, comme les cordistes ou les secouristes ou pour des utilisations de loisirs comme les pratiquants d'alpinisme, escalade, spéléologie ou parapente.